# Agroeconomista
Il termine agroeconomista è attestato per la prima volta in italiano in un articolo del quotidiano l'Unità del 25 novembre 1996, dove si definisce "agroeconomista del Cisp" un cooperante italiano attivo in progetti di sviluppo rurale. Il termine è stato inserito nel 2018 nel Vocabolario dei neologismi della Treccani.
Nel vocabolario Treccani, l’agroeconomista è definito come un esperto che applica i principi dell’economia allo studio delle attività agricole, alimentari e rurali, integrando anche temi come la sostenibilità ambientale e l’inclusione sociale. La figura risponde alla crescente necessità di approcci interdisciplinari nei sistemi alimentari, unendo competenze economiche, ambientali e sociali. Il termine ha avuto ampia diffusione anche grazie all'attività di divulgazione e ricerca condotta da Andrea Segrè, definito da diversi media come agroeconomista per vocazione.

## Ambiti di attività
L’agroeconomista opera nell’ambito dell’economia applicata all’agricoltura e all’alimentazione. Si occupa dell’analisi economica delle filiere agroalimentari, delle politiche agricole, dell’impatto ambientale ed economico delle produzioni agricole e della promozione di modelli di economia circolare. Tra le aree di interesse principali:
- sostenibilità del sistema agroalimentare;
- prevenzione degli sprechi lungo la filiera;
- accesso equo al cibo e inclusione sociale;
- sviluppo rurale sostenibile.

Questi ambiti sono in linea con le sfide globali individuate dall’Agenda 2030 per lo sviluppo sostenibile, in particolare rispetto all’obiettivo "Fame zero" e alla promozione di modelli alimentari equi e resilienti. In questo contesto si inserisce anche il lavoro di sensibilizzazione svolto attraverso iniziative come la Giornata nazionale di prevenzione dello spreco alimentare, pensata per coinvolgere cittadini, istituzioni e imprese.

## Distinzione da figure affini
L’agroeconomista si differenzia dall’agronomo, che si occupa principalmente di aspetti tecnici e scientifici della produzione agricola. Si distingue anche, parzialmente, dall’economista agrario, termine tradizionalmente usato in ambito accademico, sebbene i due termini siano in parte sovrapponibili.
L’evoluzione della figura dell’agroeconomista, soprattutto nell’ultimo decennio, ha rispecchiato un cambiamento di paradigma: da una visione strettamente economica a un ruolo più ampio, capace di integrare aspetti sociali, ambientali e culturali.

## Economia circolare e spreco alimentare
Uno degli ambiti chiave per l’agroeconomista è la riduzione dello spreco alimentare e lo sviluppo dell’economia circolare. La figura è coinvolta nell’analisi dei flussi produttivi e nelle politiche per il recupero delle eccedenze alimentari.
Un esempio rilevante è Andrea Segrè, professore universitario e promotore di iniziative come Last Minute Market, volto a combattere lo spreco. È spesso citato come agroeconomista in articoli di stampa e comunicati istituzionali, oltre ad essere l’esempio proposto dalla Treccani.
Le sue iniziative sono state oggetto di attenzione da parte di testate italiane come Il Mulino, La Stampa, La Repubblica e il Corriere della Sera, che ne hanno sottolineato il contributo all’analisi critica dei modelli alimentari e alla proposta di soluzioni contro lo spreco.
Inoltre, Segrè è stato citato in contesti di lifestyle e salute per i suoi consigli sul consumo consapevole e la lotta agli sprechi alimentari, anche su riviste come Elle e quotidiani economici come Quotidiano.net.
Infine, le presentazioni pubbliche e le iniziative editoriali di Segrè, come eventi organizzati a Bologna, hanno ricevuto copertura da media locali come BolognaToday.